# Molenheide (Aarschot)
Molenheide is een natuurgebied in de Belgische gemeente Aarschot. Het gebied is 15 hectare groot. Het is eigendom van Natuurpunt en wordt ook door hen beheerd.

## Beschrijving
Het natuurgebied Molenheide bestaat voornamelijk uit heide en naaldboomaanplant. Het beheer van het gebied is erop gericht om de oude heiderelicten te herstellen die nog overbleven na vele jaren van verstoring. Dit gebeurt onder andere door het machinaal of handmatig plaggen van de bodem tot op de oorspronkelijke zandboden waar nog kiemkrachtige heidezaden aanwezig zijn. Met het herstel van de heide werd gestart in het begin van de jaren 2000. Naast het herstel van de heide werd bij deze herstelwerkzaamheden ook een ven hersteld. Deze was dichtgegroeid en werd bij het herstel terug vrijgemaakt met als doel dat het mineraalarme water specifieke dier- en plantensoorten zou aantrekken die zeldzaam zijn in Vlaanderen.
Naast de natuurlijke eigenschappen van het gebied bevindt zich hier ook de Heimolen. Dit is een gerestaureerde Brabantse staakmolen die oorspronkelijk dateert uit 1662 en een van de weinige is in zijn soort.